# Regione di Tombali
La regione di Tombali è una regione della Guinea-Bissau, avente come capoluogo Catió.
Confina a nord con la Regione di Quinara e la Regione di Bafatá; ad est con la Regione di Gabúe con la Guinea; a sud con la Guinea; ad ovest con l'Oceano Atlantico.

## Settori
La Regione di Tombali è divisa in 5 settori:
- Bedanda
- Cacine
- Catió
- Komo
- Quebo